# Курт Ербан
Курт Ербан (нім. Kurt Erban; 29 червня 1889, Данциг — 3 січня 1966, Штутгарт) — німецький військовий ветеринар, доктор ветеринарії, генерал-майор ветеринарної служби вермахту (1 квітня 1942).

## Біографія
1 квітня 1908 року вступив в армію. З 19 липня 1913 року — ветеринар 35-го польового артилерійського полку, з 1 січня 1921 року — 1-го інженерного батальйону (одночасно — директор Центрального управління випускників ветеринарних училищ), з 1 серпня 1930 року — 6-го транспортного батальйону, потім — артилерійського училища. З 1 серпня 1935 року — головний ветеринар 19-ї піхотної дивізії. В 1939 році направлений в 11-й запасний ветеринарний батальйон, потім призначений головним ветеринаром 1-го військового округу. З 20 лютого 1942 року і до кінця Другої світової війни — головний ветеринар 18-ї армії.

## Нагороди
- Залізний хрест 2-го класу
- Почесний хрест ветерана війни з мечами
- Медаль «За вислугу років у Вермахті» 4-го, 3-го, 2-го і 1-го класу (24років; 2 жовтня 1936) — отримав 4 нагороди одночасно.
- Хрест Воєнних заслуг 2-го і 1-го класу з мечами
- Медаль «За зимову кампанію на Сході 1941/42»
- Нарукавна стрічка «Курляндія»